# Kurt Cobain: Montage of Heck
Pour les articles homonymes, voir Cobain.
Pour plus de détails, voir Fiche technique et Distribution.
Kurt Cobain: Montage of Heck, aussi Cobain: Montage of Heck, est un film documentaire américain écrit et réalisé par Brett Morgen dont le sujet est Kurt Cobain, le leader du groupe Nirvana. La première projection mondiale a eu lieu au Festival du film documentaire de Sundance en 2015. Il est distribué à travers le monde par Universal Pictures et a été diffusé à la télévision aux États-Unis sur HBO le 4 mai 2015 après une sortie en salles limitée. En France, une diffusion a eu lieu dans plusieurs salles de cinéma du 4 au 12 mai 2015.

## Synopsis
Le film nous conte la vie de Kurt Cobain, de sa naissance à sa mort en passant par ses exploits en tant que leader du groupe Nirvana. Le film est entrecoupé de témoignages des proches de Kurt.
Kurt Cobain naît le 20 février 1967 à Aberdeen aux États-Unis. C'est un enfant très actif toujours à la recherche d'une activité, il était constamment en ébullition. Nous découvrons aussi que Kurt s'est brusquement renfermé sur lui-même à la suite du divorce de ses parents, procédure peu connue à l'époque, qui complexait Kurt. Sa mère ne pouvant pas supporter ses sautes d'humeur, elle l'envoie chez son père qui n'a malheureusement pas assez de temps à lui consacrer, ayant fondé une nouvelle famille. Kurt décide donc de tout faire pour contredire son entourage[pas clair]. S'ensuit une période où Kurt sera balloté entre différents domiciles de sa famille.
S’ensuivent la création de Nirvana, la rencontre avec Tracy Marander, puis celle de Courtney Love, la naissance de sa fille, Frances Cobain, son addiction aux drogues dures, sa dépression et son suicide.

## Fiche technique
- Titre : Kurt Cobain: Montage of Heck
- Réalisation : Brett Morgen
- Scénario : Brett Morgen
- Production : Brett Morgen et Danielle Renfrew Behrens
- Société de production : Universal Studios
- Musique : Kurt Cobain, Nirvana et Jeff Danna
- Mixage : Eric Thomas
- Photographie : Jim Whitaker
- Montage : Joe Beshenkovsky et Brett Morgen
- Pays d'origine :  États-Unis
- Langues : anglais, anglais sous-titré
- Genre : Documentaire
- Durée : 132 minutes
- Date de sortie : 
  - France : 4 mai 2015

## Distribution
- Kurt Cobain : lui-même (images d'archive)
- Dave Grohl : lui-même
- Courtney Love : elle-même
- Krist Novoselic : lui-même

## Bande originale
La bande originale du documentaire, composée d'enregistrements de Kurt Cobain restés inconnus après le décès de celui-ci, est publiée le 13 novembre 2015 sous le titre Montage of Heck: The Home Recordings.

## Récompense
- IDA Awards 2015 : Creative Recognition Award Winners : Meilleur montage